# Kandel (monte)

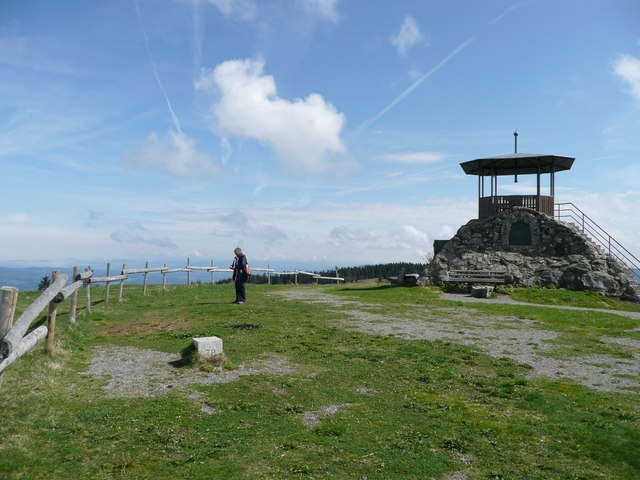
Pirámide

El Kandel es un monte en la Selva Negra en el sur de Baden-Wurtemberg, Alemania que está ubicado a una distancia de 25 km al noreste de Friburgo de Brisgovia,  directamente al lado de Waldkirch. Es el monte emblemático de esta ciudad.

## Topónimo
Kandel es una palabra celta que significa el que brilla.

## Geografía
Tiene una altura de 1241 m En su vertiente oriental nace el río Glotter. Las rocas del Kandel se componen de migmatitas gris-marrones, en su mayoría de grano pequeño a grano medio.

### Pirámide del Kandel
En el punto más alto de la cumbre se encuentra la Pirámide del Kandel (en alemán: Kandel-Pyramide), una pequeña plataforma de observación que ya fue construida en el siglo XIX.

### Capilla San Pío, Kandelhof y Berghotel
También en el área de la cumbre se encuentran la capilla San Pío, el Kandelhof y el Berghotel. La capilla San Pío fue construida en 1958.

### Roca del Kandel
La Roca del Kandel (en alemán: Kandelfelsen) está ubicada a unos 1100 m en la vertiente occidental. Ofrece una excelente vista panorámica de la región de Brisgovia, la llanura del Rin y los Vosgos. Es un destino popular para los excursionistas y escaladores. También es llamada Roca Magna del Kandel (großer Kandelfelsen) para distinguirla de la Roca Pequeña del Kandel (kleiner Kandelfelsen) por encima del valle del río Glotter.

#### Púlpito del Diablo
La parte superior de la Roca es llamada el Púlpito del Diablo (en alemán: Teufelskanzel), porque, según la leyenda, es un lugar donde las brujas de la región se reúnen durante la Noche de Walpurgis (la noche del 30 de abril al 1 de mayo) para practicar sus rituales y celebrar excesivamente con el diablo. En el año 1981, precisamente en la noche de Walpurgis y en la hora de las brujas, poco después de medianoche, unos 2.000 metros cúbicos de roca se separaron y se derrumbaron creando un espacio vacío de unos 200 m de longitud y formando un río de piedras al pie de la Roca.

## Pasatiempo
El Club de la Selva Negra mantiene una red de senderos y caminos. Una etapa del Sendero Alto del Kandel va a través del monte. Sin embargo, el Kandel no es sólo un destino popular para excursionistas, sino también para ciclistas, motoristas y escaladores. Existen también pistas de despegue para aerodeslizadores y parapentes. Además hay diferentes pistas de esquí y tres telesquís.

## Enlaces
- Wikimedia Commons alberga una categoría multimedia sobre Kandel.
- El deslizamiento del púlpito del diablo (enlace roto disponible en Internet Archive; véase el historial, la primera versión y la última).